# NGC 2179

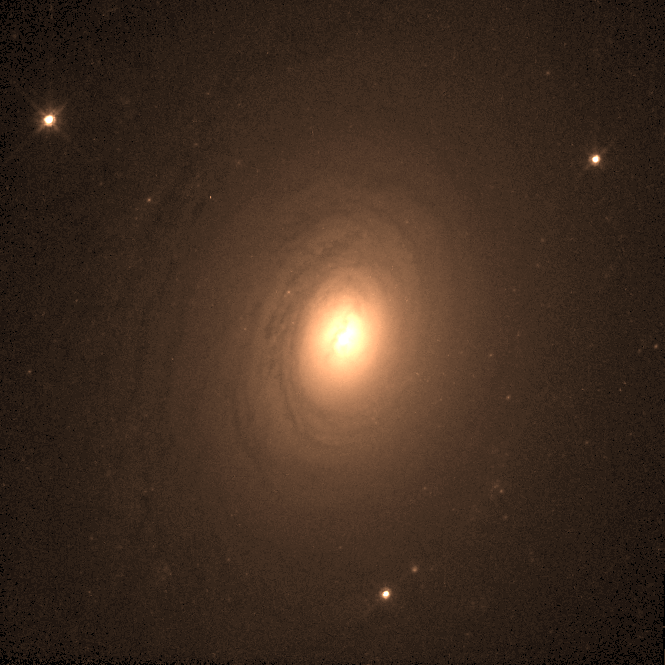
NGC 2179 par le télescope spatial Hubble.

NGC 2179 est une galaxie lenticulaire située dans la constellation du Lièvre. NGC 2179 a été découverte par l'astronome britannique John Herschel en 1835.

## Caractéristiques
Sa vitesse par rapport au fond diffus cosmologique est de 2 984 ± 9 km/s, ce qui correspond à une distance de Hubble de 44,0 ± 3,1 Mpc (∼144 millions d'al).
À ce jour, quatre mesures non basées sur le décalage vers le rouge (redshift) donnent une distance de 43,750 ± 8,241 Mpc (∼143 millions d'al), ce qui est à l'intérieur des valeurs de la distance de Hubble.
NGC 2179 présente une large raie HI.

## Trou noir supermassif
Selon une étude publiée en 2009 et basée sur la vitesse interne de la galaxie mesurée par le télescope spatial Hubble, la masse du trou noir supermassif au centre de NGC 2179 serait comprise entre 130 et 380 millions de {\displaystyle M_{\odot }}.